# ورخنی تاگیل
شهر ورخنی تاگیل (به روسی: Верхний Тагил) در کشور روسیه و در اوبلاست سوردلوفسک واقع شده‌است.